# Смърфове
„Смърфове“ (на английски: Smurfs) е американски анимиран мюзикъл фентъзи филм от 2025 г., базиран на едноименната комиксова поредица, публикувана от Пейо. Режисьор е Крис Милър, сърежисьор е Мат Ландън, а сценарият е на Пам Брейди. Озвучаващият състав се състои от Риана като гласа на Смърфиета, Джеймс Кордън, Ник Офърман, Джей Пи Карлиак, Даниел Леви, Ейми Седарис, Наташа Лион, Сандра О, Джими Кимъл, Октавия Спенсър, Ник Крол, Хана Уодингъм, Алекс Уинтър, Мая Ерскин, Били Лурд, Ксоло Маридуеня, Кърт Ръсел и Джон Гудмън.
През февруари 2022 г. е съобщено, че LAFIG Belgium и IMPS, собствениците на марката „Смърфовете“, сключват сделка с „Парамаунт Анимейшън“ и „Никелодеон Моувийс“ да продуцират множество анимационни филми за поредицата „Смърфовете“. Брейди е нает да напише сценария и производството е планирано да започне по-късно през годината. Милър е нает като режисьор и от април 2023 г. Риана се присъединява като озвучителка и продуцентка наред с написването и записването на оригиналните песни. Анимацията е извършена от Cinesite.
Световната премиера на филма се състои в Брюксел на 28 юни 2025 г. и излиза по кината в Съединените щати на 18 юли 2025 г. в разпространение от „Парамаунт Пикчърс“, както и в България в разпространение от „Форум Филм България“.